# Rhythm of Love (Yes-dal)
A Rhythm of Love egy híres Yes-dal, mely az 1987-es Big Generator című stúdiólemezen jelent meg első alkalommal. Később kislemez formájában is megjelent, B oldalán a Love Will Find a Way hallható. Az óriási sikere miatt több remixváltozata is napvilágot látott, bár ezekből csak egy lett törvényesen kiadva. A dal a lemez egyik legnépszerűbb számává vált, bár a Big Generator igen gyenge kritikákat kapott a populárisabb hangzása miatt. Később egy kimutatáson kiderült, hogy az együttes koncertjeinek 18. leggyakrabban játszott száma.
A dal mellé videóklip is készült.

## Albumon
A Rhythm of Love szerepelt a Big Generatoron, majd később a sikere miatt kislemezt is készítettek belőle.
Miközben a szám vége fokozatosan átmegy a következő számba, minden tag különös hangokat hallat, ami talán azt jelenti, hogy improvizálnak hangszereikkel, hisz egyes ilyen hangok határozottan imitálják a gitárt vagy a basszusgitárt.

## Élőben
Az alábbi turnékon volt hallható:
- Big Generator
- Union
- Talk
- Open Your Eyes
- 35 éves évforduló

A számot élőben mindig máshogy játszották, ám mindenhol megvolt az a hasonlóság, hogy a dal intrója kimaradt. Volt olyan előadás, amikor az Almost Like Love-hoz, a Heart of Sunrise-hoz, vagy éppen az Open Your Eyes-hoz kapcsolódott.
Ezeket a felvételeket legtöbbször nem bocsátották ki hivatalosan, ám a The Word Is Live című box seten szerepel az egyik.

## Remixek
A dal sok remixváltozata ismert:
- "Dance to the Rhythm"
- "Move to the Rhythm"
- Egy másik névtelen remix, mely 1987-ben jelent meg.
- A "CD Remix", mely szintén '87-ben jelent meg.
- "The Rhythm of Dub"

A legtöbb ilyen felvétel nem is jelent meg törvényesen, csak a Rhino Records által kibocsátott Big Generator remaster hiteles kiadvány.
style="background:#9EFF9E;vertical-align:middle;text-align:center;" class="table-yes"|Igen